# Ньиве-Нидорп
Ньиве-Нидорп (нидерл. Nieuwe Niedorp, МФА: [ˈniwə ˈnidɔrp]) — деревня в нидерландской провинции Северная Голландия, входит в общину Холландс-Крон.
До 1970 года деревня была отдельной общиной; в 1970 году она была объединена с Ауде-Нидорпом и Винкелом.
В 2007 году в деревне проживало 3160 человек. Застроенная площадь деревни равна 0,53 км2, и содержит 760 домов. Со статистической точки зрения площадь деревни включает в себя ряд прилегающих окрестностей, и вместе с ними население составляет 3200 человек.